# Alfi Automobile
Die Alfi Automobile GmbH war ein deutscher Automobilhersteller.

## Unternehmensgeschichte
Alex Fischer leitete bis 1924 die AG für Akkumulatoren- und Automobilbau, die vierrädrige Kleinwagen als Alfi vertrieb. 1927 gründete er sein eigenes Unternehmen in Berlin und begann mit der Produktion von Automobilen. Der Markenname lautete Alfi. 1928 endete die Produktion.

## Fahrzeuge
Das Unternehmen stellte dreirädrige Fahrzeuge her. Für den Antrieb sorgte ein Einzylindermotor von DKW, der das einzelne Vorderrad antrieb. Eine andere Quelle nennt einen Zweizylinder-Zweitaktmotor mit 500 cm³ Hubraum und 10 PS Leistung von DKW. Die Mehrzahl der Fahrzeuge war als Lieferwagen karossiert. Lediglich einige Exemplare entstanden als Pkw.
Ein vierrädriger Sportwagen blieb ein Prototyp.
Der Alfi 4/14 hatte einen Vierzylindermotor mit 1018 cm³ aus 60 mm Bohrung und 90 mm Hub. Der Alfi 5/20 hatte einen Vierzylindermotor mit 1300 cm³ aus 65 mm Bohrung und 98 mm Hub. Die nahezu baugleichen Fahrzeuge waren 3400 mm lang, 1350 mm breit und 1650 mm hoch. Der Radstand betrug 2400 mm, die Spurweite 1100 mm. Das Chassis wog 480 kg und der gesamte offene Dreisitzer hatte ein Gewicht von 680 kg. Der Tankinhalt betrug 30 Liter. Die Höchstgeschwindigkeit betrug 70 bis 75 km/h.
1927 bestand das Angebot nur noch aus Dreirädern, nachdem der Vierrad-Kleinwagen seit 1926 nicht mehr gebaut wurde. Zur Wahl standen ein offener Dreisitzer für 1675 Reichsmark, ein offener Kastenwagen für 250 kg Nutzlast zum selben Preis, mit abnehmbaren Kastenaufbau für 1900 Reichsmark, ein 2/10 PS als offener Sportwagen für 2100 Reichsmark und 2/10 PS als Coupé für 2450 Reichsmark.